# Dławik wyrównawczy
Dławik wyrównawczy (ang. interphase transformer) - element indukcyjny który pozwala uzyskać współpracę równoległą grup komutacyjnych, stanowiąc integralną część układu przekształtnikowego. Każda połówka uzwojeń dławika musi być dostosowana do przewodzenia prądu grupy komutacyjnej. 
Dławik wyrównawczy wyrównuje różnice wartości chwilowych napięć wyprostowanych, występujących w układach o połączeniu równoległym dwóch lub więcej jednostek komutacyjnych. Różnice tych napięć są spowodowane przesunięciem fazowym między jednostkami komutacyjnymi.